# Madame poursuit Monsieur
Pour plus de détails, voir Fiche technique et Distribution.
Madame poursuit Monsieur (Woman Chases Man) est une comédie romantique de 1937 réalisée par John G. Blystone, avec Miriam Hopkins et Joel McCrea.

## Résumé
B.J. Nolan essaie de convaincre son fils millionnaire Kenneth d'investir 100 000 dollars dans un projet immobilier appelé Nolan Heights. Cependant, B.J. a l'habitude de soutenir des projets fous (c'est pourquoi sa femme a légué tout son argent à son fils dans son testament), et Kenneth refuse. L'architecte Virginia Travis, ignorant que B.J. n'a pas d'argent et qu'il est assailli par des huissiers, tente de le convaincre de l'engager. Lorsque B.J. lui annonce la nouvelle, elle s'évanouit, n'ayant pas mangé depuis 49 heures. Il la ramène dans son manoir.
Lorsqu'elle apprend que le fils de B.J. est riche, elle décide d'utiliser ses ruses pour lui soutirer l'argent dont ils ont besoin, aidée par B.J. et ses amis mariés Judy et Hunk. Ces deux derniers se font passer pour les domestiques de B.J. (B.J. a dû se séparer de ses anciens domestiques car il ne pouvait pas les payer) lorsque Kenneth revient d'une croisière avec sa petite amie Nina et son "oncle" Henri. Nina est en fait une chercheuse d'or qui veut l'argent de Kenneth, tandis qu'Henri est son amant secret. Virginia concocte d'abord un stratagème pour faire signer à Kenneth cinq chèques pour les dépenses du ménage en une seule fois à l'aide d'un dispositif mécanique, l'un des nombreux échecs de B.J.. Kenneth signe sans remarquer que l'un des chèques est d'un montant de 100 000 dollars, mais lorsque Virginia et B.J. se rendent à la banque, M. Judd les informe que Kenneth doit autoriser tout chèque supérieur à 1000 dollars. Défaits, ils rentrent chez eux.
Pendant ce temps, Nina complote pour faire boire Kenneth, afin qu'il la demande en mariage. Virginia a la même idée générale. Après quelques verres, elle et Kenneth découvrent qu'ils aiment les mêmes choses et finissent par s'embrasser, ce qui amène Virginia à douter de son projet. Elle s'évanouit alors après avoir trop bu. Kenneth l'emmène pour la déposer dans son lit, devant une Nina furieuse. Peu de temps après, B.J. la réveille et l'incite à réessayer de récupérer l'argent alors que son fils est encore un peu ivre. Elle se rend dans la chambre de Kenneth, mais lorsque Nina fait une apparition, elle se cache dans un arbre devant sa fenêtre. Sa robe de chambre se prend dans une branche. Kenneth sort pour la libérer.
Il trouve le contrat que B.J. avait rédigé et est impatient de le signer. Virginia tente de l'en empêcher en l'aspergeant avec un seau d'eau que B.J. avait apporté. Même dans son état désormais sobre et avec Virginia qui lui avoue tout, il veut toujours financer le projet. Il l'embrasse alors.

## Fiche technique
- Titre original : Woman Chases Man
- Réalisation : John G. Blystone

## Distribution
- Joel McCrea : Kenneth Nolan
- Miriam Hopkins : Virginia Travis
- Charles Winninger : B. J. Nolan
- Erik Rhodes : Henri Saffron
- Broderick Crawford : Hunk
- Ella Logan : JudyJudy
- Leona Maricle : Nina Tennyson
- Charles Halton : M. Judd